# Progressões
O estudo das progressões é um ramo da álgebra matemática.Este teve a contribuição de vários matemáticos ao longo do tempo.

## A contribuição de Fibonacci

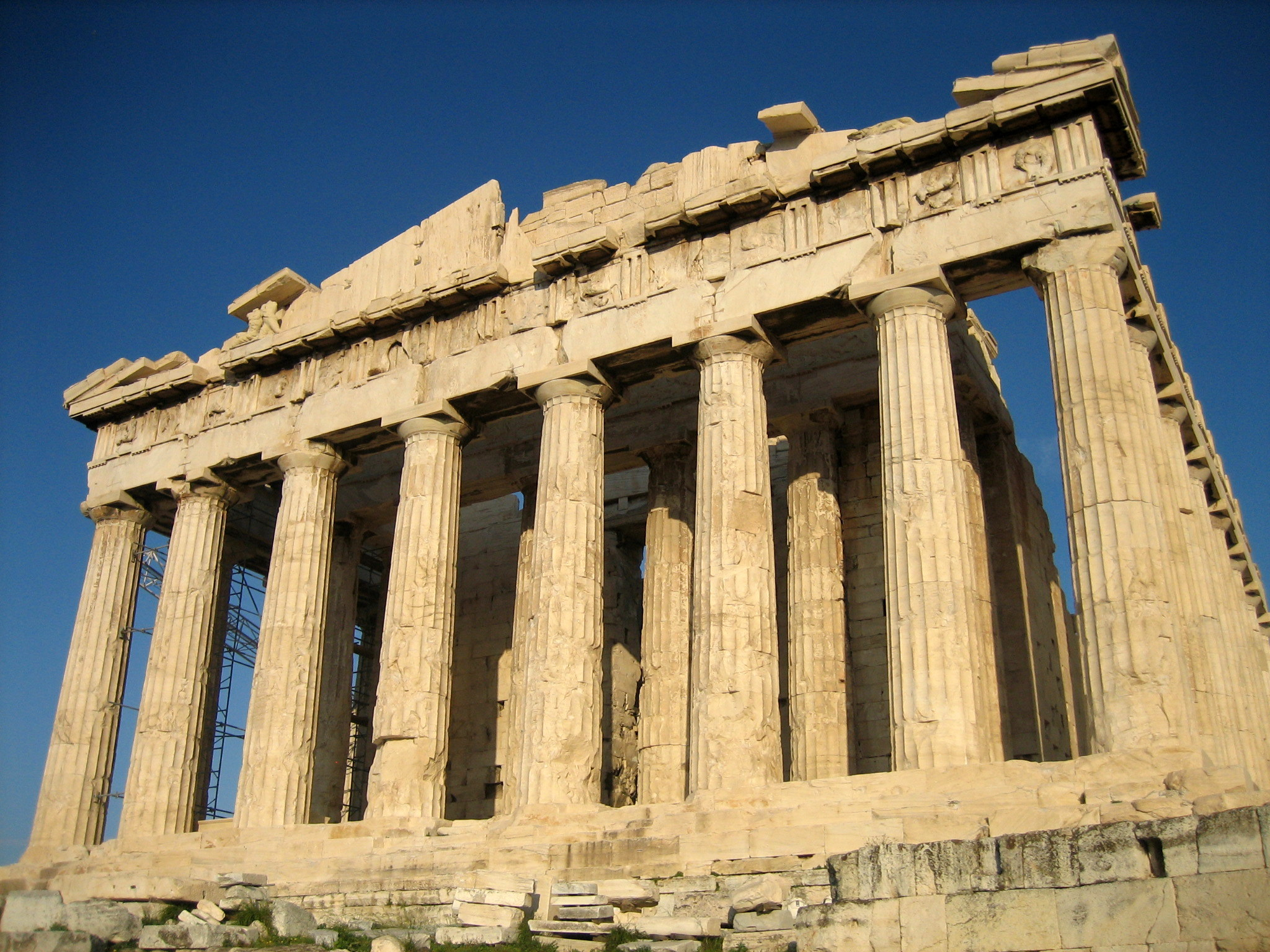
O Partenon,em Atenas, exemplo de utilização do retângulo áureo na arquitetura.

Entre as valiosas contribuições para o estudo das progressões, poderíamos lembrar as seqüências do italiano Leonardo de Pisa, mais conhecido como Fibonacci (1180 - 1250) e a fórmula da soma de uma P.A. descrita pelo alemão Carl Friedrich Gauss (1777 - 1855).
Na sequência de Fibonacci (1,1,2,3,5,8,13,21,34,55,89,144,...), cada termo, a partir do terceiro, é obtido pela soma dos dois termos imediatamente anteriores; a razão entre dois termos consecutivos, a partir do 8(8/5 =1,6; 13/8 =1,625; 21/13 =1,615; etc.), nos dá a conhecida razão de ouro 1 : 1,6, que exerceu forte influência na arquitetura e na arte.
O retângulo áureo (em que a relação entre medidas dos lados é 1:1,6) é considerado uma forma geométrica aprazível aos olhos humanos.

## A contribuição de Gauss
Aos 10 anos de idade, Gauss precisou resolver uma tarefa de classe em que se pedia a soma de todos os números naturais de 1 a 100. Com precisão e rapidez, deu o resultado: 5050. Provavelmente, percebeu que a progressão aritmética 1 + 2 + 3 + ... + 99 + 100 poderia ser resolvida por uma fórmula. Esse fato ajudou a dimensionar a importância do jovem Gauss para o seu tempo.
O século XIX foi enriquecido pelos trabalhos geniais de Gauss. Seus objetivos estavam ligados à Astronomia, à Física e à Matemática: calculou a órbitados asteróides, contribuiu com a teoria eletromagnética e com a invenção do telégrafo. Em sua homenagem, gauss é unidade usada no magnetismo.
É no campo da Matemática, contudo que se concentra maior parte da sua obra, nas áreas de probabilidade, estatística, teoria de números, teoria das funções e geometria. Sua criatividade concebeu a geometria não-euclidiana, mais tarde desenvolvida pelo discípulo Riemann e que, sem dúvida, serviu de base tanto para a teoria da relatividade, trabalhada por Einstein, quanto para a teoria atômica do século XX.